# Сасквеганна Тауншип (округ Дофін, Пенсільванія)
Сасквеганна Тауншип (англ. Susquehanna Township) — селище (англ. township) в США, в окрузі Дофін штату Пенсільванія. Населення — 26 736 осіб (2020).

## Демографія
Згідно з переписом 2010 року, у селищі мешкало 24 036 осіб у 10 825 домогосподарствах у складі 6216 родин. Було 11586 помешкань
Расовий склад населення:
| - 67,3 % — білих - 23,6 % — чорних або афроамериканців - 3,6 % — азіатів - 0,1 % — корінних американців - 1,9 % — осіб інших рас |

До двох чи більше рас належало 3,5 %. Частка іспаномовних становила 4,9 % від усіх жителів.
За віковим діапазоном населення розподілялося таким чином: 20,3 % — особи молодші 18 років, 63,3 % — особи у віці 18—64 років, 16,4 % — особи у віці 65 років та старші. Медіана віку мешканця становила 42,3 року. На 100 осіб жіночої статі у селищі припадало 86,0 чоловіків;  на 100 жінок у віці від 18 років та старших — 82,6 чоловіків також старших 18 років.
Середній дохід на одне домашнє господарство  становив 72 756 доларів США (медіана — 61 853), а середній дохід на одну сім'ю — 87 065 доларів (медіана — 77 328). Медіана доходів становила 51 652 долари для чоловіків та 40 482 долари для жінок. За межею бідності перебувало 6,3 % осіб, у тому числі 6,3 % дітей у віці до 18 років та 4,9 % осіб у віці 65 років та старших.
Цивільне працевлаштоване населення становило 12 491 особа. Основні галузі зайнятості: освіта, охорона здоров'я та соціальна допомога — 21,1 %, публічна адміністрація — 14,7 %, роздрібна торгівля — 11,5 %, науковці, спеціалісти, менеджери — 11,5 %.